# Betsson
Betsson è una società svedese di gioco online che fornisce servizi di scommesse sportive e permette di giocare ad altri giochi, quali casinò, poker, bingo e gratta e vinci. Betsson AB è una società quotata alla Borsa di Stoccolma.

## Storia
Le origini di Betsson risalgono al 1963 quando Bill Lindwall e Rolf Lundström fondarono la AB Restaurang Rouletter, poi rinominata Cherryföretagen AB (Cherry), una società che forniva slot machine ai ristoranti in Svezia. Nel 1998 Cherry ha acquisito una quota di minoranza in Net Entertainment, una società co-fondata con Investment AB Kinnevik con l'obiettivo di sviluppare soluzioni di gioco online. Il resto delle azioni di Net Entertainment detenute da Kinnevik sono state acquistate da Cherry nel 2000, rendendo Kinnevik il maggior azionista di Cherry nell'operazione di acquisizione. 
Nel 2003, dopo il ritorno di Pontus Lindwall (figlio di Bill Lindwall), come amministratore delegato di Cherry, la società acquista Betsson (fondata da Henrik Bergquist, Anders Holmgren e Fredrik Sidfalk), che all'epoca aveva una licenza di gioco in Inghilterra e successivamente acquista una licenza a Malta. Nel 2006 Cherryföretagen cambia il suo nome in Betsson, e l'attività di gioco tradizionale che faceva parte del settore commerciale di Cherry si fonde in un nuovo gruppo, Cherryföretagen, che successivamente abbrevia il nome in Cherry e lancia il proprio settore online con sede a Malta. 
Ulrik Bengtsson è diventato amministratore delegato nel marzo 2016, subentrando a Pontus Lindwall, che è rimasto presidente del consiglio di amministrazione. Bengtsson ha lasciato l'incarico nell'aprile 2017, venendo sostituito da Pontus Lindwall e di conseguenza Patrick Svensk è diventato presidente.
Nel maggio 2021 Betsson ha ottenuto due licenze di gioco in Grecia. Nello stesso anno ha lanciato i suoi servizi in Messico, grazie a una partnership con Big Bola Casinos, e ha lanciato il brand Europebet nell'Europa orientale. Nel febbraio 2022 ha lanciato i suoi servizi in Argentina, grazie ad una partnership con Casino Victoria.
Nel marzo 2024 debutta col brand principale in Italia, dove era già presente con quello di StarCasinò.

## Sponsorizzazioni nello sport
Nel 2021 Betsson ha sponsorizzato la squadra norvegese di calcio femminile dell'Avaldsnes Idrettslag.
Nel 2023 ha firmato un accordo di sponsorizzazione per comparire sulle maglie delle squadre argentine di calcio del Boca Juniors e del Racing Club.
Nel 2024 ha firmato un accordo per comparire anche su quella della squadra colombiana di calcio dell'Atlético Nacional.
Nello stesso anno è stato annunciato un accordo di sponsorizzazione quadriennale con l'Inter per comparire sulle maglie della squadra italiana.